# 河西計介
河西 計介（かさい けいすけ、1924年3月19日 - ）は、日本の実業家。阪神百貨店（現：エイチ・ツー・オー リテイリング）代表取締役社長・代表取締役会長を務めた。

## 略歴
長野県諏訪市出身。長野県諏訪清陵高等学校を経て、1947年に京都大学法学部卒業し、同年に阪神電気鉄道入社。1983年阪神百貨店（現：エイチ・ツー・オー リテイリング）代表取締役社長。1989年阪神電気鉄道非常勤取締役を兼務。1995年阪神百貨店代表取締役会長。名誉顧問。大阪商工会議所名誉議員を務めた。